# سليم الجبوري
سليم عبد الله أحمد ناصر الجبوري (12 أغسطس 1971)، سياسي وبرلماني عراقي ورئيس مجلس النواب العراقي السابق (2014-2018) وعضو فيه منذ عام 2005 لثلاث دورات متتالية حتى عام 2018 ، ونائب الأمين العام للحزب الإسلامي العراقي والذي خرج منه عام 2017 وأسس التجمع المدني للإصلاح (عمل) وتولى رئاسته. دكتوراه في القانون عمل سابقاً في جامعة النهرين وجامعة ديالى في تدريس القانون.

## مولده
ولد في يوم 12 أغسطس 1971 في قضاء المقدادية في محافظة ديالى شرق العراق.

## مؤهلاته العلمية
- حصل الجبوري على شهادة الماجستير في القانون عن رسالته الموسومة:(الشركة الفعلية ـ دراسة مقارنة).
- يحمل شهادة الدكتوراه في القانون عن أطروحته الموسومة: (حماية معلومات شبكة الإنترنت، دراسة قانونية).
- عمل مدرساً في كلية الحقوق في جامعة النهرين وجامعة ديالى.
- عمل سابقا رئيسا لقسم القانون في كلية اليرموك الجامعة.
- شَغَلَ منصب رئيس التحرير في مجلة حمورابي للدراسات القانونية التي تصدرها جمعية القضاء العراقي.

## نشاطه السياسي والبرلماني
- شغل منصب مدير مفوضية الانتخابات المستقلة في العراق في محافظة ديالى لمدة شهر.
- عضو في الحزب الإسلامي العراقي ونائب أمينه العام منذ عام 2011 وحتى عام 2017 .
- رئيس حزب حزب التجمع المدني للإصلاح (عمل) الذي أسسه في عام 2017 بعد خروجه من الحزب الإسلامي. [1]
- عضو لجنة صياغة الدستور العراقي ولجنة إعادة النظر فيه عام 2005.
- عضو في مجلس النواب العراقي منذ عام 2005 عن جبهة التوافق العراقية وناطقها الرسمي، وشغل في هذه الدورة نائب رئيس اللجنة القانونية البرلمانية.
- استمر في نشاطه على رغم فقده شقيقيه (فؤاد عبد الله الجبوري ونعيم عبد الله الجبوري) عام 2007 في حادث اغتيالهما في قضاء المقدادية في محافظة ديالى.
- نائب في مجلس النواب العراقي عام 2010 عن محافظة صلاح الدين مرشحا عن قائمة التوافق العراقي، تسلم فيها رئاسة لجنة حقوق الإنسان البرلمانية.
- رشح نفسه في انتخابات 2014 عن قائمة ديالى هويتنا واختير رئيسا للبرلمان العراقي في 14 يوليو 2014.[2]
- رشح نفسه في انتخابات البرلمان العراقي 2018  ولم يحالفه الحظ في الفوز بعضويته.